# ماكس إي. كوفي
ماكس إي. كوفي هو شخصية أعمال وسياسي أمريكي، ولد في 28 أبريل 1939. نشط حزبياً في الحزب الجمهوري. وقد انتخب عضو مجلس نواب إلينوي ‏.